# Mikajel Poghosjan
Mikajel (Movsesi) Poghosjan (Armeens: Միքայել Պողոսյան) (Jerevan, 31 mei 1956) is een Armeens film- en theateracteur, zanger en cabaretier.

## Studie en werk
In 1978 studeerde hij af als acteur aan het Instituut voor Schone Kunsten en Theater in de Armeense hoofdstad Jerevan.
Van 1976 tot 1991 werkte hij als toneelacteur voor het Jerevan Kamertheater. Rond dezelfde jaren, tussen 1978 tot 1992, acteerde hij in films voor Armenfilm Studio. Hierna, van 1992 tot 1994, werkte hij voor het dramatheater van Jerevan, Hamazgajin.
Rond 2010 is hij jurylid van de Armeense versie van Idols.
Poghosjan heeft in het Armenië van na het uiteenvallen van de Sovjet-Unie een betekenende rol gespeeld door met spot en humor problemen in de samenleving aan te stippen. Hij kwam tijdens het acteerspel meermaals met uitspraken die daarna deel zijn gaan uitmaken van het Armeense taalgebruik. In 2005 kreeg hij voor zijn werk een Prins Claus Prijs. De jury waardeerde hem "voor zijn gebruik van toneel en satire als stimulans voor een open samenleving en democratie in Armenië." Hij ontving de prijs in de categorie Humor en Satire.

## Filmografie
- 1982: Snowdrops and Edelweiss, als Zhikharev
- 1986: The Last Sunday, als Armen
- 1988: Three of Us,
- 1989: Tajny sovetnik
- 1990: Wind of Oblivion
- 1991: Deadline in Seven Days
- 1991: The Voice in the Wilderness, als Tomazo
- 1997: Chatabalada, als Hamazasp
- 1998: Yerevan Blues, als Hapetik, politieagent, Sparapet, Indiaas ambassadeur en brandweerman in het theater
- 2001: Symphony of Silence, als Kondi Gzho
- 2001: The Merry Bus